# Långtjärnarna (Storsjö socken, Härjedalen, 698081-137215)
Långtjärnarna är en sjö i Bergs kommun i Härjedalen och ingår i Ljungans huvudavrinningsområde. Sjön har en area på 0,0814 kvadratkilometer och ligger 771,4 meter över havet.

## Delavrinningsområde
Långtjärnarna ingår i det delavrinningsområde (697891-137244) som SMHI kallar för Mynnar i Hammaravan. Medelhöjden är 709 meter över havet och ytan är 17,97 kvadratkilometer. Det finns inga avrinningsområden uppströms utan avrinningsområdet är högsta punkten. Sörbäcken som avvattnar avrinningsområdet har biflödesordning 3, vilket innebär att vattnet flödar genom totalt 3 vattendrag innan det når havet efter 303 kilometer. Avrinningsområdet består mestadels av skog (87 procent). Avrinningsområdet har 0,99 kvadratkilometer vattenytor vilket ger det en sjöprocent på 5,5 procent.